# Огарёво (Липецкая область)
Огарево — деревня Данковского района Липецкой области в составе Октябрьского сельсовета.

## География
Расположена на правом берегу реки Рыхотка.
Имеется одна улица без названия, через деревню проходят просёлочные дороги.

## Население
| 2010 |
| ---- |
| 0    |